# 下魏森巴赫
下魏森巴赫是奥地利上奥地利州弗赖施塔特县的一个市镇。总面积48.7平方公里，总人口2249人，人口密度46.2人/平方公里（2005年）。